# Équipe d'Union soviétique de rugby à XIII
L'équipe d'Union soviétique de rugby à XIII était l'équipe nationale de rugby à XIII de l'Union soviétique. Elle disparut à la chute de cette dernière en 1991, fut provisoirement remplacée par celle de la Communauté des États indépendants, pour donner ensuite naissance à d'autres équipes nationales.

## Histoire
Le rugby n'est jamais devenu un sport majeur en URSS. Le rugby à XV était néanmoins plus populaire que le rugby à XIII qui a été importé plus tardivement, eut une certaine popularité, mais fut affecté par des difficultés financières à partir de la période de la Perestroïka. Certains noterons toutefois que le rugby à XV était préféré par le régime communiste, qui le considérait comme « plus en harmonie avec les règles du collectivisme ».
Apparue trop tardivement dans l'histoire du rugby à XIII, à une époque où l'organisation de la Coupe du monde en rugby à XIII, n'était pas pérenne, d'une fréquence irrégulière, et surtout sans véritable système de qualification, l'équipe nationale n'a pu participer à aucun tournoi majeur.
L'équipe de France a rencontré l'URSS une fois le 27 octobre 1991 à Lyon. Les Soviétiques perdent, mais sur le score respectable de 26 à 6, face aux tricolores qui avaient dans leurs rangs des joueurs tels que Patrick Entat, Gilles Dumas, Pierre Chamorin.
Cependant, même si elle fut victime de l'histoire, en disparaissant, elle servit à poser les bases de l'existence du rugby à XIII dans la fédération de Russie, et dans les fédérations qui sont nées de la dissolution de la fédération soviétique que l'on peut qualifier de « nations héritières ».

## Équipes héritières
Initialement, l'équipe fut reformée en 1991 en tant qu'équipe de la Communauté des États indépendants de rugby à XIII qui a notamment disputé deux matchs face à la France (défaite à Moscou 08-28 le 18 juin 1992 et à Saint-Gaudens 04-38 le 11 novembre 1992).
Les équipes qui succèdent le mieux à celle de l'URSS sont d'abord la Russie, qui participe à la Coupe du monde de 2000 ; elle ne dépasse les phases de poules, offrant tout de même une résistance respectable aux Fidji (défaite 38 à 12). Cette participation suivant celle de 1995 au Championnat du monde des nations émergentes, auxquels participe également la Moldavie, dont l'activité semble gelée depuis. 
Puis, l'Ukraine qui effectue toujours des matchs d'un niveau respectable. Mais l'équipe de Russie est au mois d'octobre 2018, toujours en lice dans les éliminatoires de la Coupe du monde 2021, après avoir battu la Serbie à Moscou.
En 2018, les équipes suivantes sont reconnues et leurs fédérations respectives membres, à des degrés divers, de la RLIF: Les républiques baltes n'y figurent pas car le rugby à XIII y  a été introduit  bien après la dissolution de l'URSS.
- Géorgie[2]
- Moldavie
- Russie[2]
- Ukraine

En 2018, aucune ancienne république asiatique de l'URSS n'est membre de la RLIF.

## Vidéographie
Match France-URSS (1991) à Villeurbanne sur Youtube.